# بازار طلای دبی
به سویش می‌شتابند.
بازارها در دو سوی خور (دبی) از جمله جاذبه‌های شهر محسوب می‌شوند این بازارها نه تنها به خاطر خرید و فروش و تجارت، بلکه به خاطر بازدید گردشگران از آنها، از رونق خاصی برخوردارند. بازار طلا در منطقه الرأس در بر دیره واقع شده‌است.
در گذرهای پهن‌تر «بازار طَلا»، فروشگاه‌هایی را مشاهده می‌کنید که ویترین‌های خود را با انبوهی از گردنبند، انگشتر، النگو، گوشواره و سنجاق سینه پر کرده‌اند.

## بازار طَلا هنگام غروب
در هنگام غروب، این بازار بسیار پررونق و شلوغ می‌باشد. قیمت طلا نیز نسبت به بسیاری از نقاط دنیا پایین‌تر می‌باشد. در خیابان‌های باریک دیگری، گردشگران فروشگاه‌هایی را که نارگیل و قهوه می‌فروشند و در کنار آن‌ها نیز بساط فروش چای دیده می‌شود. تعدادی نانوایی نیز با تنورهای قدیمی در این بازار به پخت نان مشغولند. فروشگاه‌های کوچک پارچه فروشی نیز به فروش چادر بسیار زیبا با حاشیه‌های تزئین داده شده، شلوارهای گلدوزی شده و لباس‌های بلند عربی مشغولند.
بازار طلا یکی از قدیمی‌ترین بازارهای دبی است بعد از بازار
بازار بزرگ دبی (اَلسُوق اَلکَبیر)، که در منطقهٔ بر دبی و در کنار خور واقع شده‌است.